# Parvulago marina
Parvulago marina är en svampart som först beskrevs av Durieu, och fick sitt nu gällande namn av R. Bauer, M. Lutz, Piatek, Vánky & Oberw. 2007. Parvulago marina ingår i släktet Parvulago och familjen Ustilaginaceae.   Inga underarter finns listade i Catalogue of Life.